# Иоанн Креститель
Иоа́нн Крести́тель (др.-греч. Ἰωάννης ὁ Βαπτιστής, лат. Ioannes Baptista; 6—2 годы до н. э. — ок. 30 года н. э.), также Иоа́нн Предте́ча (Ἰωάννης ὁ Πρόδρομος) — согласно Евангелиям: ближайший предшественник Иисуса Христа, предсказавший пришествие Мессии, живший в пустыне аскетом, проповедовавший и совершавший священные омовения для очищения от грехов и покаяния иудеев, которые впоследствии стали называться «таинством крещения»; крестил в водах реки Иордан Иисуса Христа, совершив ритуальное погружение его в воды реки Иордан.
Был обезглавлен по желанию иудейской царицы Иродиады, проводником её воли стала её дочь Саломея (Мф. 14:8—9). Считается исторической фигурой; его упоминание во всех известных рукописях «Иудейских древностей» Иосифа Флавия большинство исследователей считает аутентичным текстом, а не позднейшей вставкой переписчиков-христиан.
В христианских представлениях является последним в ряду пророков — предвозвестников прихода Мессии. В исламе, а также мандеями и бахаистами почитается под именем Яхья (Йахья), в христианских арабских церквях — под именем Юханна.

## Прозвание
Иоанн носит эпитеты Крестителя и Предтечи по двум своим основным функциям — как крестивший Иисуса Христа и как тот, кто пришёл с проповедью прежде Него в соответствии с ветхозаветными пророчествами (см. ниже).
Именования Иоанна Крестителя «Предтечей» нет в Новом Завете (точнее, оно применяется собственно к Иисусу Христу, например в Послании к Евреям 6:20). Иоанн Креститель впервые назван «Предтечей» у гностика Гераклеона (II век) в его комментарии к Евангелию от Иоанна. Затем это обозначение было воспринято Климентом Александрийским и Оригеном и через них широко вошло в обиход. В православии оба эпитета используются практически одинаково часто, в то время как на Западе приоритет остаётся за наименованием «Креститель».
В православии принято именование «Пророк, Предтеча и Креститель Господень Иоанн» и обращение «Крестителю Христов, честный Предтече, крайний пророче, первый мучениче, постников и пустынников наставниче, чистоты учителю и ближний друже Христов». Кроме того, на Руси приобрёл фольклорные эпитеты, например, Иван Самокреститель, а два посвящённых ему праздника получили самостоятельные прозвания: Иван Купала (день Рождества святого Иоанна, 7 июля) и Иван Головосек (день казни, 11 сентября) — см. ниже (раздел Фольклорное восприятие).

## Евангельский рассказ
Об Иоанне свидетельствуют все четыре автора канонических Евангелий, а также иудейский историк первого века н. э. Иосиф Флавий, дополняя сведения о последних днях деятельности Иоанна, отсутствующие в Евангелиях.

### Рождение
Обстоятельства детства Иоанна известны только по рассказу евангелиста Луки. Иоанн был сыном священника Захарии («из Авиевой чреды») и праведной Елисаветы (происходившей из рода Аарона, Лк. 1:5), пожилой бесплодной пары. Как повествует евангелист Лука, архангел Гавриил, явившись его отцу Захарии в Храме, возвестил о рождении у него сына, сказав «многие о рождении его возрадуются, ибо он будет велик пред Господом; не будет пить вина и сикера, и Духа Святаго исполнится ещё от чрева матери своей» (Лк. 1:13-17). Захария выразил недоверие ангелу, и за это тот покарал его немотой: «и вот, ты будешь молчать и не будешь иметь возможности говорить до того дня, как это сбудется, за то́, что ты не поверил словам моим, которые сбудутся в своё время» (Лк. 1:20).
После того как Дева Мария узнала, что её родственница Елисавета беременна, она пришла навестить её, и «когда Елисавета услышала приветствие Марии, взыграл младенец во чреве её; и Елисавета исполнилась Святаго Духа» (Лк. 1:41).
Согласно Евангелию, его рождение случилось на полгода раньше Иисуса (его родственника). Отец Иоанна всё ещё оставался немым, и когда Елисавета пожелала дать сыну указанное ангелом нетрадиционное для своей семьи имя Иоанн («Яхве (Бог) смилостивился»), родственники потребовали от отца подтвердить его письменно:

Он потребовал дощечку и написал: Иоанн имя ему. И все удивились. И тотчас разрешились уста его и язык его, и он стал говорить, благословляя Бога. И был страх на всех живущих вокруг них; и рассказывали обо всём этом по всей нагорной стране Иудейской. Все слышавшие положили это на сердце своём и говорили: что будет младенец сей? И рука Господня была с ним.
— Лк. 1:63—66
Евангелие упоминает о последующем детстве Иоанна вкратце, говоря лишь, что он «был в пустынях до дня явления своего Израилю» (Лк. 1:80), то есть до достаточно взрослого возраста. (Объяснение того, как Иоанн попал в пустыню, см. ниже, раздел Апокрифы и предания).

### Деятельность
Как пишет евангелист Лука (Лк. 3:2—3), в пустыне случился «глагол Божий к Иоанну, сыну Захарии», после чего он отправился проповедовать. Иоанн вёл аскетичный образ жизни, носил грубую одежду из верблюжьей шерсти и подпоясывался кожаным ремнём, питался диким мёдом и акридами. Под акридами традиционно понимают вид саранчи. Также есть другое мнение, что это слово может означать плоды рожкового дерева. Последнее означает те самые «рожки», которыми кормили свиней в притче о блудном сыне. Также этот вид растительной пищи был зачастую основной пищей самых бедных слоёв населения. В ходу была даже поговорка, что никто не может по-настоящему покаяться, пока не попробует пожить на этих рожках. Потому проповеднику покаяния было бы вполне естественно жизнью показывать это покаяние. Если же сравнивать питательные свойства саранчи и этих плодов, то на саранче и мёде Иоанн бы долго не прожил, а из этих плодов можно было даже делать муку и лепёшки… (Мк. 1:6). Однако, если рассматривать этот вопрос с религиозной точки зрения, то в самой Библии даётся этому объяснение: «…Ибо пришёл Иоанн Креститель: ни хлеба не ест, ни вина не пьёт; и говорите: в нём бес…» Лк. 7:33).
Свою проповедь Иоанн начал в 28 или в 29 году н. э. — «в пятнадцатый год правления Тиберия кесаря» (Лк. 3:1). Он ходил «по всей окрестной стране Иорданской, проповедуя крещение покаяния для прощения грехов» (Лк. 3:3).
Проповедь Иоанна выражала гнев Божий на грешников и призывы к раскаянию, а также эсхатологическую весть. Он укорял народ за гордость своим избранничеством (в особенности саддукеев и фарисеев), требовал восстановления патриархальных норм социальной этики.
Иоанн не был обычным проповедником — он передавал людям волю Бога (Лк. 3:2), как древние ветхозаветные пророки, и даже более этого, ведь был исполнен Духа Святого будучи ещё во чреве матери (Лк. 1:15). Иисус указал на явление Иоанна как на приход пророка Илии, которого ожидали (Мф. 11:14, Мф. 17:12).
Основной темой проповедей Иоанна был призыв к покаянию. Приходившим к нему фарисеям Иоанн говорил:

…порождения ехиднины! кто внушил вам бежать от будущего гнева? Сотворите же достойные плоды покаяния и не думайте говорить в себе: отец у нас Авраам, ибо говорю вам, что Бог может из камней сих воздвигнуть детей Аврааму. Уже и секира при корне дерев лежит: всякое дерево, не приносящее доброго плода, срубают и бросают в огонь.
— Лк. 3:7−9
В 3-й главе Евангелия от Луки приводятся также его поучения, обращённые к воинам («Никого не обижайте, не клевещите, и довольствуйтесь своим жалованьем» (Лк. 3:14)), мытарям («Ничего не требуйте более определённого вам» (Лк. 3:13)) и всему народу («У кого две одежды, тот дай неимущему, и у кого есть пища, делай то же» (Лк. 3:11)). Приходившие к нему люди принимали от него крещение в водах реки Иордан. Некоторые «помышляли в сердцах своих об Иоанне, не Христос ли он» (Лк. 3:15). Его последователи образовали особую общину — «ученики Иоанновы», в которой господствовал строгий аскетизм (Мф. 9:14).
Пришедшим из Иерусалима священникам и левитам, явившимся, чтобы проверить его, он ответил, что не является ни Илией, ни пророком, но: «Я глас вопиющего в пустыне: исправьте путь Господу, как сказал пророк Исайя».

### Пророчества о приходе мессии
На вопрос иерусалимских фарисеев Иоанн ответил: «я крещу в воде; но стоит среди вас [Некто], Которого вы не знаете. Он-то Идущий за мною, но Который стал впереди меня. Я недостоин развязать ремень у обуви Его» (Ин. 1:26—27).
На следующий день Иоанн увидел подходящего к нему Иисуса и сказал: «вот Агнец Божий, Который берёт [на Себя] грех мира. Сей есть, о Котором я сказал: за мною идёт Муж, Который стал впереди меня, потому что Он был прежде меня. Я не знал Его; но для того пришёл крестить в воде, чтобы Он явлен был Израилю» (Ин. 1:29—31).

### Крещение Иисуса Христа
К Иоанну, находившемуся у реки Иордан в Вифаваре (Ин. 1:28), пришёл и Иисус с целью принять крещение.
Иоанн, много проповедовавший о скором пришествии Мессии, увидев Иисуса, был удивлён и сказал: «мне надобно креститься от Тебя, и Ты ли приходишь ко мне?». На это Иисус ответил, что «надлежит нам исполнить всякую правду» и принял крещение от Иоанна. Во время крещения «отверзлось небо, и Дух Святый нисшёл на Него в телесном виде, как голубь, и был глас с небес, глаголющий: Ты Сын Мой Возлюбленный; в Тебе Моё благоволение!» (Лк. 3:21—22).
Таким образом, при участии Иоанна всенародно было засвидетельствовано мессианское предназначение Иисуса. Крещение, свершившееся тогда, рассматривается всеми евангелистами как первое событие в общественной деятельности Иисуса. После крещения Иисуса «Иоанн также крестил в Еноне, близ Салима, потому что там было много воды; и приходили [туда] и крестились» (Ин. 3:23). Евангелист Иоанн связывает появление первых из двенадцати апостолов именно с проповедью Иоанна Крестителя: «На другой день опять стоял Иоанн и двое из учеников его. И, увидев идущего Иисуса, сказал: вот Агнец Божий. Услышав от него сии слова, оба ученика пошли за Иисусом» (Ин. 1:35—37). Около 30 года н. э. Иоанн был арестован, и его проповедническая деятельность завершилась.

### Арест и смерть
В числе прочих преступлений против праведности Иоанн обличал тетрарха Галилеи Ирода Антипу, который отнял у своего брата Ирода Филиппа I жену (и одновременно племянницу обоих) Иродиаду и женился на ней, грубо нарушив еврейский обычай. За это Иоанн был заключён тетрархом в тюрьму, но Ирод Антипа не решался казнить его по причине известности проповедника (Мф. 14:3—5, Мк. 6:17—20).
Находясь в темнице, Иоанн услышал «о делах Христовых, послал двоих из учеников своих сказать Ему: Ты ли Тот, Который должен прийти, или ожидать нам другого?» (Мф. 11:2—3).
Дочь Иродиады Саломея (не названная в Евангелиях по имени) в день рождения Ирода Антипы «плясала и угодила Ироду и возлежавшим с ним». В награду за танец Ирод пообещал Саломее выполнить любую её просьбу. Она по наущению своей матери, которая ненавидела Иоанна за обличение её брака, попросила голову Иоанна Крестителя и «Царь опечалился, но ради клятвы и возлежавших с ним не захотел отказать ей» (Мк. 6:26). В темницу к Иоанну был отправлен оруженосец (спекулатор), который отсёк ему голову и, принеся её на блюде, отдал Саломее, а та «отдала её матери своей». Тело Иоанна было погребено его учениками, а о смерти сообщили Иисусу (Мф. 14:6—12, Мк. 6:21—29).
В память этих событий установлен церковный праздник — Усекновение главы Иоанна Предтечи. Русская Православная Церковь отмечает его 29 августа (11 сентября). В какой бы день недели этот праздник ни попадал, включая воскресение, этот день всегда в Православной церкви в память о великом постнике Иоанне (который питался в пустыне только акридами и диким мёдом) является, согласно Уставу, днём строгого поста, запрещено есть не только мясную и молочную пищу, но и рыбу.

## Апокрифы и предания
Несмотря на значимость фигуры Иоанна, сведения о нём не нашли широкого распространения в апокрифической литературе. Например, в «Арабском Евангелии детства Спасителя» образ Иоанна отсутствует даже при описании крещения Иисуса. Тем не менее некоторые детали к биографии Иоанна апокрифы и предания всё-таки добавляют:
- Точное место рождения Иоанна в Евангелиях не названо. Считается, что Иоанн был рождён в предместье Иерусалима Эйн-Кареме (на этом месте в настоящее время построен францисканский храм «Святой Иоанн на горах»). Предание, которое называет его местом жительства семейства Захарии, восходит ко времени игумена Даниила (1113 год). Сам Даниил получил эту информацию от монаха лавры Святого Саввы, время свидетельства которого предшествует появлению крестоносцев[14].
- В Евангелие от Луки указывается, что место встречи Девы Марии с праведной Елизаветой произошло в нагорной стране, в граде Иудином (Лк. 1:39). Считается, что под градом Иудиным понимается Эйн-Карем, а домом, в котором произошла встреча, — загородный дом Захарии, отца Иоанна Предтечи[15]. В настоящее время на этом месте находится францисканская церковь Посещения.
- В Евангелиях не указано, за что был убит отец Иоанна Захария. Традиционно считается, что Захария был убит в храме за то, что не сказал воинам Ирода, избивавшим младенцев, где укрыт его сын.
- Апокрифы уточняют, что Иоанн избежал смерти среди тысяч убитых младенцев в Вифлееме и его окрестностях во время избиения младенцев, поскольку мать Елисавета укрылась с ним в пустыне. Рассказ об этом содержится в Протоевангелии Иакова:

Елизавета, услышав, что ищут Иоанна (сына её), взяла его и пошла на гору. И искала места, где спрятать его, но не нашла. И воскликнула громким голосом, говоря: гора Бога, впусти мать с сыном, и гора раскрылась и впустила её. И свет светил им, и ангел Господень был вместе с ними, охраняя их.

По преданию, место этого события находится на территории францисканского монастыря Иоанн Предтеча в пустыне в мошаве Эвен Сапир в 3 км от Эйн-Карема. Считается, что там же Иоанн провёл своё детство и готовился к началу служения (Лк. 1:80).
- Согласно ранневизантийской легенде, по прошествии пяти месяцев ангел велел праведной Елизавете отнять младенца от груди и начать приучать его к акридам и дикому мёду[19]. О его жизни до появления с проповедью из пустыни больше ничего не известно, исследователи, заполняя лакуну, предполагают, что, возможно, он мог находиться это время в ессейском монастыре[7].
- По священному преданию, к моменту начала проповеди Иоанну было 30 лет — символический возраст полного совершеннолетия, таким же обычно представляют возраст Христа при начале его проповеди. Это связано с ветхозаветным установлением, что левиты должны приступать к службе только по достижении этого возраста (Чис. 4:3).

- В Евангелии от Иоанна указывается, что Иисус Христос принял крещение от Иоанна в Вифаваре, но её точное расположение не определено. В настоящее время считается, что Вифавара находилась около монастыря святого Иоанна, примерно в 10 км восточнее Иерихона. В этом месте на западном берегу Иордана находится Каср-эль-Яхуд (контролируется Израилем)[20], на восточном — напротив него — Эль-Махтас (Вади-эль-Харар) в Иордании[21][22].
- Согласно «Евангелию от евреев», Иисус сначала не хотел идти креститься к Иоанну, о чём просили его мать и братья, возражая им: «какой грех Я совершил, что Я должен креститься от него?»[23].
- «Евангелие от евионитов» сообщает, что Иоанн, увидев сошествие Святого Духа в момент крещения Иисуса, сам упал перед Христом на колени «и сказал: Молю Тебя, Господи, крести Ты меня. Но Иисус удержал его, говоря: всё, что надлежит, должно быть исполнено»[24].
- Послание Климента Римского сообщает, что Иоанн был девственником[25].
- По преданию, Иродиада ещё несколько дней в неистовости протыкала иголками язык пророка, а, насытившись глумлением, повелела закопать голову казнённого Иоанна Крестителя на городской свалке[26]. (О дальнейшей судьбе отрубленной головы см. ниже).
- В Евангелии от Никодима Иоанн после своей смерти обращается в аду с проповедью к ветхозаветным праведникам: «потом пришёл (Иоанн) Креститель, на отшельника похожий, и спросили его все: „Кто ты?“ Он же, отвечая, сказал: „Я — пророк Вышнего, предваривший пришествие Его во оставление грехов“»[27]. После проповеди Иоанна происходит триумфальное сошествие Иисуса в ад и его победа над смертью, после чего Иоанн с другими праведниками выводится на небо. Таким образом, Иоанн стал предтечей Иисуса в загробном мире подобно тому, как он был им в земном.
- Существует средневековый апокриф, авторство которого приписывается епископу александрийскому Евсевию, посвящённый пребыванию Иоанна в аду и основанный на Евангелии от Никодима («О сошествии Иоанна Предтечи во ад. Слово на Святую Великую Пятницу Страстной недели отца нашего Евсевия, епископа Александрийского»). Он сохранился в славянской (хорватской) версии[28]. Несмотря на то, что имя Иоанна вынесено в заглавие сочинения, о нём самом говорится очень мало, так же, как и о сошествии Христа в ад. Основной темой сочинения является рассказ дьявола о безуспешной борьбе с Христом в годы его земного бытия[29].

### Атрибуты Иоанна Крестителя
- одежда из верблюжьей шерсти: по мнению Феофилакта Болгарского, верблюжья шерсть была выбрана потому, что «верблюд есть животное среднее между чистым и нечистым: он чист, потому что отрыгает жвачку, и нечист, потому что имеет нераздвоенные копыта». Иоанн, ведущий проповедь на границе Ветхого и Нового заветов, носил одежду из верблюжьей шерсти, так как «приводил к Богу и мнимо-чистый народ — иудейский, и нечистый — языческий»[30].
- кожаный пояс: символизирует постоянное пребывание в труде и усмирение плотских страстей, так как «кожа есть часть мёртвого животного»[30].

### Место погребения и мощи
Древняя традиция локализует место погребения обезглавленного тела Иоанна в Севастии (Самария) рядом с могилой пророка Елисея. Древние историки: Филосторгий (ок. 368 — ок. 439), Руфин Аквилейский (около 345—410) и Феодорит Кирский (~ 386—457), сообщают о том, что во время правления Юлиана Отступника, приблизительно в 362 году, язычники из Севастии открыли и разгромили гробницу Крестителя, сожгли его останки — кости и развеяли пепел. Если Филосторгий и Феодорит сообщают о полном уничтожении мощей Иоанна Предтечи (Филосторгий говорит о том, что предварительно, перед сожжением кости Иоанна смешали ещё с костями животных), то Руфин пишет, что когда язычники собирали кости Иоанна, то христиане смешались с ними, и часть костей тайно спрятали, затем «почитаемые мощи отправили к своему духовному отцу Филиппу. Тот,… через своего диакона Юлиана, в будущем епископа этого палестинского города, к великому понтифику, тогда Афанасию. Тот, закопав полученные мощи при нескольких свидетелях под стеной святилища, с прозорливостью сохранил для помощи будущим поколениям».
В более позднее время, в X веке, Феодор Дафнопат в «Памятном слове на перенесение из Антиохии досточтимой и честной руки святого славного пророка и Крестителя Иоанна» упоминает о том, что Лука, возвращаясь в родную Антиохию, пожелал взять с собой святое тело Иоанна Предтечи, но ему удалось забрать только правую руку, которой был крещён Иисус Христос в Иордане (Десница Иоанна Крестителя). С того времени, с I века, она хранилась в Антиохии, а в X веке, 6 января 956 года, была перенесена в Константинополь. Он же говорит о том, что епископ Иерусалима, узнав, что Юлиан Отступник хочет уничтожить тело Иоанна, тайно ночью заменил тело Иоанна на тело простого человека, а тело Крестителя отправил для хранения в Александрию. 7 января 956 года, в день Собора Предтечи был установлен праздник в честь перенесения из Антиохии досточтимой и честной руки святого славного пророка и Крестителя Иоанна в Константинополь, для него написал канон и стихиры Дафнопат. Этот праздник совершался на Руси в XI—XII веке. Позднее празднование перенесения руки исчезло из календаря как у греков, так у славян.
Рассказ Феодора Дафнопата повторяет Симеон Метафраст (вторая половина X века), он пишет о том, что «что сожжено было не Крестителево тело, а чьё-то другое, ибо патриарх Иерусалимский, узнав заблаговременно о приказе Юлиана, тайно взял из гроба мощи Крестителя и послал их на сохранение в Александрию; вместо них же он положил кости одного мертвеца».
Русский паломник Добрыня Ядрейкович, который побывал в Константинополе в 1200 году, видел десницу Иоанна Предтечи в Храме Богородицы Фароса и свидетельствует в своей «Книге Паломник» о том, что рукой Иоанна Крестителя императора ставят на царство.
В 1907 году Николай Никольский в Киевском Прологе XVI века нашёл сказание о перенесении перста Иоанна Крестителя из Царьграда в Киев и напечатал его в 82-м номере СОРЯСа. В этом сочинении говорится, что в 6600 лето (в 1092 году) при великом князе Владимире Мономахе (Владимир Мономах был великим князем с 1113 по 1125 год) 7 января палец руки Иоанна был принесён и положен в церковь святого Иоанна на Сетомли, которая находилась вблизи Купшина монастыря. Алексей Карпов выдвинул предположение, что перенесение перста Иоанна было в 1121 году, а церковь Иоанна на Сетомли была заложена в связи с перенесением в Киев из Константинополя частицы мощей (пальца) святого Иоанна Крестителя.
Таким образом, эти мощи 27 мая 395 года оказались в Александрии, где были помещены в базилике, незадолго до этого посвящённой Иоанну на месте храма Сераписа. Пустая могила в Севастии, тем не менее, продолжала посещаться паломниками, и святой Иероним свидетельствует о продолжавшихся там чудесах. Их дальнейшая судьба неизвестна[чья?]. Коптская церковь считает местом нахождения праха Иоанна Крестителя монастырь Святого Макария, в который реликвия была перенесена в X веке, затем была сокрыта и обретена только в 1978 году при реконструкции обители.
Два фрагмента мощей Иоанна Крестителя (десница и глава) являются весьма почитаемыми святынями христианского мира. Эти реликвии рассеяны по миру. При этом Людовик Лаланн насчитывал 11 указательных пальцев Иоанна Крестителя. Помимо этого, объектами для почитания являются: левая рука (о ней сообщали паломники Теодорих и Иоанн Фока, в настоящее время находится в кафедральной соборе Перпиньяна), лицевая часть главы святого Иоанна (находится в кафедральном Амьенском соборе). В монастырях Афона находятся челюсть, мозг и кровь Иоанна Крестителя. В Средние века были сведения о наличии волос и части уха Иоанна Крестителя.

#### Глава Иоанна Крестителя
Исламская традиция считает местом хранения главы Иоанна Крестителя мечеть Омейядов в Дамаске, а католицизм помещает её в римскую церковь Сан-Сильвестро-ин-Капите. Кроме того, упоминается о голове в соборе в Амьене (Франция), привезённой из четвёртого крестового похода, и в турецкой Антиохии, а также о нахождении её в одном из монастырей Армении.
В традиции Православной церкви существуют предания о трёх обретениях главы Иоанна Крестителя, в честь каждого установлено отдельное празднование.
|                                                       | Изображение | Предание |
| ----------------------------------------------------- | ----------- | --- |
| Первое обретение (24 февраля по юлианскому календарю) |             | По преданию, Иродиада не позволила похоронить голову Иоанна вместе с его телом и спрятала её в своём дворце, откуда она была выкрадена благочестивой служанкой (имя которой было Иоанна, жена Хузы, домоправителя Ирода) и в глиняном кувшине захоронена на Елеонской горе. Спустя годы вельможа Иннокентий решил построить на том месте церковь и при копании рва обнаружил кувшин с реликвией, которая была опознана по исходившим от неё знаменьям. Перед смертью Иннокентий, опасаясь, что реликвия будет поругана, спрятал её в своей церкви, которая затем обветшала и разрушилась. |
| Второе обретение (24 февраля по юлианскому календарю) |             | В правление императора Константина Великого в Иерусалиме глава Иоанна Предтечи была найдена двумя монахами-паломниками, которые взяли её с собой, но, проявив леность, отдали нести реликвию встретившемуся им горшечнику. По преданию, явившийся святой повелел горшечнику оставить неблагочестивых монахов и принять на хранение святыню. Перед смертью горшечник поместил главу в водоносный сосуд, запечатал и передал своей сестре. Позднее реликвия оказалась у священника-арианина, который с помощью исцелений, исходивших от неё, поддерживал авторитет арианского вероучения. Когда его обман раскрылся, он спрятал главу в пещере около города Емессы. Позднее над пещерой возник монастырь и в 452 году явившийся, по преданию, архимандриту обители Иоанн указал на место сокрытия своей главы. Она была найдена и перенесена в Константинополь. |
| Третье обретение (25 мая по юлианскому календарю)     |             | Из Константинополя главу Иоанна Крестителя во время волнений, связанных со ссылкой Иоанна Златоуста, перенесли в город Емессу, а затем в начале IX века в Команы, где прятали в период иконоборческих гонений. После восстановления иконопочитания, по преданию, патриарх Игнатий во время ночной молитвы получил указание о местонахождении реликвии. По приказанию императора Михаила III в Команы было направлено посольство, которое около 850 года обрело главу Иоанна Предтечи в указанном патриархом месте. |

Начиная с этого момента церковная история священной реликвии становится неясной.

#### Десница Иоанна Крестителя
Десницей Иоанна Крестителя называется его правая рука, которую, по преданию, он возложил на голову Иисуса Христа в момент его крещения. Традиционно местом хранения десницы считается Цетиньский монастырь в Черногории, но турки утверждают, что правая рука Иоанна Крестителя находится у них в музее дворца Топкапы наряду с частью черепа. Также коптский монастырь Святого Макария утверждает, что рука находится у него.
Своё происхождение общепринятая православием реликвия ведёт от апостола Луки, который, забрав её из Севастии, перенёс в свою родную Антиохию в дар местной христианской общине. После падения Антиохии в X веке Десницу переправили в Халкидон, а позднее в Константинополь. После захвата турками Константинополя в 1453 году рука была переправлена на остров Родос. Когда турки в 1522 году захватили Родос, святыню переправили на Мальту.
В 1799 году Мальтийский орден передал Десницу в Россию, когда российский император Павел I стал великим магистром ордена. После Октябрьской революции святыню вывезли за пределы страны, и долгое время она считалась утраченной.
В 1951 году югославские чекисты реквизировали десницу в хранилище государственного исторического музея в Цетинье. Вплоть до 1993 года десница считалась утерянной навсегда. Обнаружили её в Цетиньском монастыре Черногории, где она хранится в настоящее время.
Православное предание связывает с десницей чудо спасения антиохийской девушки, предназначавшейся в жертву змию. Её отец «лобызал святую руку Крестителя, тайно откусив зубами один сустав малого перста, спрятал его и, помолившись, вышел, неся с собою сустав пальца». На следующий день он бросил палец Иоанна Предтечи в пасть змия и тот издох.

## Анализ и историческая характеристика

### Пророчества и взятие миссии Илии
Личность Иоанна Предтечи и акт крещения им Иисуса стали очень значимыми для евреев свидетельствами мессианства Христа, поскольку в них увидели осуществление пророчеств.
Так, новозаветное толкование (Мф. 11:10; Мк. 1:2) относит к Иоанну следующие ветхозаветные пророчества:
- «вот, я посылаю ангела Моего, и он приготовит путь предо Мною» (Мал. 3:1);
- «глас вопиющего в пустыне: приготовьте путь Господу, прямыми сделайте стези Ему» (Ис. 40:3).

Согласно пророку Малахии (Мал. 4:5-6), пришествию дня Господня должно предшествовать появление пророка Илии. Христианская традиция, считая, что Илия и Енох вернутся во времена Второго Пришествия Христа (Откр. 11:3-12), в целом передаёт миссию Илии во время земной жизни Христа (первого пришествия) именно Иоанну Крестителю. Он выступает «в духе и силе Илии» (Лк. 1:17).
Образ Иоанна Крестителя как аскета-пустынника, пророка и обличителя был настолько схож с представлениями об Илии (который должен был вернуться перед приходом Мессии), что Иоанну приходилось даже особо отрицать своё тождество с ним (Ин. 1:21). По ответам Иоанна фарисеям можно составить некоторое представление о том, кем он себя считал — не пророком и не мессией, а, вероятно, человеком, «знавшим, что иудейские законоучители уже к этому времени „подвели черту“, объявив о завершении той эпохи, когда Господь открывался пророкам (к этому времени уже была канонизирована вторая часть иудейского Священного Писания, Танаха, — Невиим), и что теперь людям дано слышать только отзвук Божественного голоса — Бат-Коль. Транслятором и толкователем такого голоса, повторяющего то, что некогда было открыто Исаие, и считал себя, вероятно, Иоанн Креститель».
Может показаться, что Евангелие от Матфея сохраняет следы некоторой неуверенности Иоанна относительно мессианского сана Иисуса (Мф. 11:2, 3). Однако это не так. Во время крещения Иисуса сам Иоанн свидетельствовал о том, что Иисус есть Мессия (Ин. 1:34). А факт послания Иоанном своих учеников к Иисусу объясняется тем, что Иоанн хотел, чтобы ученики лично увидели Христа, услышали проповедь, чудеса и уверовали в то, что Иисус есть ожидаемый Мессия. После этого ученики Иоанна должны были последовать за Христом. Иоанн сделал так потому, что, будучи пророком, предвидел скорую свою кончину.
Сам же Христос после казни Иоанна прямо указывает на его предтеченскую миссию: в ответ на вопрос о том, пришёл ли уже Илия, он говорит, что «Илия пришёл, и поступили с ним, как хотели, как написано о нём» (Мк. 9:13); на вопрос учеников о приходе Илии Иисус отвечает, что «Илия уже пришёл, и не узнали его, а поступили с ним, как хотели; так и Сын Человеческий пострадает от них. Тогда ученики поняли, что Он говорил им об Иоанне Крестителе» (Мф. 17:12—13); ср. также: «…он и есть Илия, которому должно прийти» (Мф. 11:14), а также что Иоанн «больше пророка» (Мф. 11:9) и он тот, кого обещал Малахия (Мф. 11:10).

### Важность признания Иоанном Христа для людей
По мнению богословов, еврейский народ около 30 года н. э. почитал Иоанна гораздо выше Христа. Иоанн всю свою жизнь проводил в пустыне, был сыном священника, носил необычайную одежду, призывал всех ко крещению и, более того, родился от неплодной матери. Иисус же произошёл от незнатной девушки (рождение от Девы, предсказанное пророками, не было ещё всем известно), воспитывался в обычном доме и носил обычную одежду.
Иисус, пришедший креститься к Иоанну, воспринимался современниками как простой человек, поэтому Иоанн Златоуст пишет:

Вот почему, чтобы такая мысль не утвердилась в народе, тотчас по крещении Иисуса небеса открываются, Дух нисходит и вместе с Духом голос, возвещающий достоинство Иисуса как Единородного.

Преподобный Ефрем Сирин считал, что через иоанново крещение Иисус получил его священство: «Царское достоинство дома Давидова получил (ещё) через рождение, так как рождён был из дома Давидова, священство же дома Левиина (принял) через второе рождение в крещении сына Ааронова».
В Евангелии от Иоанна (Ин. 3:27—36) приводятся слова Иоанна, ясно свидетельствующие о его убеждённости в мессианском достоинстве Христа, более того, Иоанн сознательно склоняется перед пришедшим в мир Сыном Божиим («Ему должно расти, а мне умаляться. Приходящий свыше и есть выше всех; а сущий от земли земной и есть и говорит, как сущий от земли. Приходящий с небес есть выше всех» (Ин. 3:30-31). В этом же месте Евангелия Иоанн прилагает к Христу и будущей Церкви известный ветхозаветный образ, уподобляющий отношения между Богом и его народом отношениям между любящими супругами («Имеющий невесту есть жених, а друг жениха, стоящий и внимающий ему, радостью радуется, слыша голос жениха. Сия-то радость моя исполнилась» (Ин. 3:29)). Ряд авторов видит противоречие между этим местом и отрывком из синоптических Евангелий («Ты ли Тот, Который должен прийти, или ожидать нам другого?» (Мф. 11:3)). При этом своим вопросом Иоанн, убеждённый в мессианском достоинстве Иисуса, дал возможность последнему засвидетельствовать о себе.

### Принадлежность Иоанна к религиозным течениям
Иоанн не пил вина и пьянящих напитков (Лк. 1:15), что может свидетельствовать о его назорействе; однако других обязательных признаков назорейского обета, например, отращивания длинных волос (Чис. 6:4), Евангелия не упоминают.
По своему религиозному мировоззрению Иоанн, скорее всего, был близок ессеям, в частности, возможно, членам Кумранской общины. Отмечают подобие образов и личное сходство Иоанна Крестителя с так называемым «Учителем Справедливости» — основателем этой секты, известным по сохранившимся текстам, который, вероятно, мог послужить ему личным примером. Но существуют и идеологические расхождения с ессеями.
Так, например, он подчёркивал разделение людей на праведников и грешников, но, в отличие от кумранитов, считал, что грешники могут спастись через раскаяние. Подобно кумранитам, он толковал стих из Исаии («Глас вопиющего в пустыне…») как призыв удалиться в пустыню, и потому стал отшельником и аскетом сам, но не требовал этого от других. В отличие от кумранитов, он не настаивал на необходимости общего имущества, но говорил о необходимости делиться с нуждающимися. Иоанн не принял подхода ессеев к ограничению круга посвящённых, обвинил их во внесении раскола в народ и предлагал очищение каждому еврею, желавшему того. Вдобавок, в отличие от ессеев, он не требовал от них передать всё их состояние в общую кассу и стать членом религиозной секты, а также отказаться от привычного образа жизни — его интересовало только духовное просветление. Всё это привлекло к нему большое количество последователей.
Исследователи отмечают, что описание причин обряда, приводимое Иосифом Флавием, совпадает практически дословно с описанием подобного обряда в ессейских рукописях Иудейской пустыни. Такая близость Иоанна к ессеям заставляет многих исследователей считать, что «он принадлежал какой-то срок к ессеям и позднее отделился от них по идейным мотивам». В числе следующих признаков сходства называют географическое соседство места (или мест) проповеди Иоанна и крещения им с местом обитания Кумранской общины, одинаковое обоснование и Крестителем, и кумранитами своей деятельности в пустыне, совпадение по времени его деятельности и последних десятилетий существования той общины, а также их этническое тождество и близость многих взглядов, прежде всего, эсхатологических представлений и подхода не только к омовению, но и к покаянию. Скорее всего, в начале пророческой деятельности он находился под влиянием ессеев конкретно эвионитского толка.

### Крещение покаяния
Иоанново крещение покаяния представляло собой обряд, который он совершал над теми, кто принимал несомую им весть о приближении царства небесного. Иоанн крестил пришедших с целью символического смывания греха с тела после очищения души через исповедь и благие дела; «тем самым эта единократная твила приобретала характер инициации, начала новой жизни, духовного обновления в преддверии конца света и скорого пришествия Мессии».
Это крещение имело параллели в иудейском обиходе той эпохи. Во-первых, упоминают о существовании подобного обряда у обычных правоверных иудеев. Омовение проводилось в специальном религиозном бассейне — «микве». Подобные бассейны для ритуального очищения устраивались в каждом зажиточном доме предшествующего периода. Особенно много их было в Иерусалиме (сотни таких бассейнов раскопаны археологами. В аристократическом квартале Иерусалима «Верхнем городе» такие бассейны — микваот — находились в каждом доме). В особо тяжёлых случаях ритуальной нечистоты все евреи должны были пройти очищение в проточной воде реки. Этот иудейский обряд называется твила, от этого слова образовано еврейское прозвище Иоанна Хаматвил («совершающий ритуальное очищение водой»), которое было переведено греческими авторами Евангелий как «Креститель».
Ессеи ужесточили требования к обряду, в отличие от ортодоксальных евреев, считая, что необходимость ритуального очищения возникала не только от прикосновения к ритуально нечистым предметам и животным, но и от дурных поступков. Поэтому если человек проходил обряд погружения в воду без покаяния, по их мнению обряд становился чистой формальностью и не приносил очищения; такая концепция была заметным новшеством. Этот обряд ритуального омовения кумраниты-ессеи толковали не только как символ раскаяния во искупление греха, но одновременно и как обряд посвящения в члены своей общины.
Иоанново крещение отличалось от очистительного омовения прозелитов тем, что совершалось уже над иудеями, а от ежедневных ритуальных омовений ессеев оно отличалось тем, что было однократно и неповторимо.

### Казнь
Считается, что Иоанн был заключён Иродом Антипой в крепость Махерон (араб. Эль-Машнак — «Висячий дворец»), развалины которой находятся к востоку от Мёртвого моря, на Моавитском нагорье. Согласно Иосифу Флавию, упоминающему эту крепость и отвергающему историю о танце Саломеи (имя которой известно именно из его труда), Иоанн был арестован и затем обезглавлен по чисто политическим мотивам. В своём свидетельстве Иосиф Флавий совсем не упоминает о мессианских ожиданиях, составлявших значительную часть проповедей Иоанна Крестителя. Многие исследователи, например Д. Штраус и Й. Клаузнер, не сомневались в связи Иоанна Крестителя с мессианскими движениями и расценивали отсутствие у Флавия указания на эту связь как намеренное умолчание в тексте, предназначенном для римлян.
Иосиф Флавий сообщает, что некоторые видели наказание Божье Ироду за казнь Иоанна в том, что в 37 году войска Ирода Антипы были разбиты его тестем, набатейским царём Аретой IV, оскорблённым расторжением брака дочери Фазелис с Антипой ради Иродиады. Под надуманным предлогом о якобы участии Антипы в организации заговора против Рима он и его семья были сосланы Калигулой в Галлию (37 год н. э.), где он через два года умер в заточении в полной безвестности и нищете.
Точная дата смерти Иоанна не известна. Поскольку Евангелия сообщают, что приговор был вынесен после танца Саломеи на дне рождения отчима, теоретически возможно было бы установить приблизительный день и месяц. Но дата рождения Ирода Антипы неизвестна. Год смерти Иоанна традиционно считается до распятия Христова, а Иосиф Флавий указывает, что это случилось до 36 года.

### Последователи Иоанна Крестителя
В синоптических евангелиях недвусмысленно сказано, что ученики Иоанна составляли замкнутую организацию, соблюдали посты (Мк. 2:18; Лк. 5:33) и имели особые молитвы (Лк. 11:1). Как свидетельствует Евангелие, двое учеников Иоанна последовали за Христом сразу после крещения (один из них назван по имени — Андрей, см. Ин. 1:35—40), а некоторые, напротив, были удивлены духовной практикой двенадцати апостолов (Мф. 9:14), возможно, что между последователями обоих духовных лидеров в дальнейшем были трения.
Некоторые ученики Иоанна (их называют иоанниты, позже это имя заимствует Мальтийский орден) после его казни не сразу влились в ряды ранних христиан, а долгое время сохраняли специфику своей общины. Одним из последователей Иоанна был некий Аполлос, переехавший из Александрии в Эфес. Вот что рассказано об этом в Деяниях апостолов: «Некто Иудей, именем Аполлос, родом из Александрии, муж красноречивый и сведущий в Писаниях, пришёл в Ефес. Он был наставлен в начатках пути Господня и, горя духом, говорил и учил о Господе правильно, зная только крещение Иоанново. Он начал смело говорить в синагоге. Услышав его, Акила и Прискилла приняли его и точнее объяснили ему путь Господень» (Деян. 18:24-26). В дальнейшем Аполлос стал одним из активных христианских проповедников «Ибо он сильно опровергал Иудеев всенародно, доказывая писаниями, что Иисус есть Христос» (Деян. 18:28), был авторитетным наставником общины христиан в Коринфе.
Некоторые авторы, в частности, писатель Зенон Косидовский, полагают, что «в эллинских городах яростно соперничали между собой различные религиозные группировки. Среди них были и почитатели Иоанна Крестителя. При жизни автора „Деяний апостолов“ борьба эта была в разгаре». Основанием для подобных суждений являются описанные апостолом Павлом разногласия внутри христианской церкви Эллады: «Сделалось мне известным о вас, братия мои, что между вами есть споры. Я разумею то, что у вас говорят: „я Павлов“; „я Аполлосов“; „я Кифин“; „а я Христов“» (1Кор. 1:11-12). Впрочем, каких-либо указаний в Писании, что разногласия между общинами имели основой религиозные, а не организационные противоречия, не имеется.
Соперничество, однако, сохранялось долго. В 350 году христианский писатель описывает встречу сторонников Иоанна, не признавших Иисуса мессией:
«Выступил один из учеников Иоанна и сказал, имея в виду Иоанна — „Он — Христос, а не Иисус“». («Откровение Климента», гл. 1, стих 60).
Считается, что в последующие века наследие верований последователей Иоанна, так и не вошедших в христианскую церковь, можно проследить в представлениях гностической секты мандеев, возникшей в I веке и до сих пор сохранившейся в Ираке и Иране. Мандеи почитают Иоанна под именем «Йахья» и (очевидно, как и первые ученики Крестителя) признают его Мессией, то есть Иисус Христос, по их представлениям, — самозванец. Исследователи отмечают это противоречие: «Итак, мы наблюдаем весьма знаменательную асимметрию в оценках: Иоанн для христиан — величайший пророк и вообще фигура весьма уважаемая, тогда как Иисус для иоаннитов — лжемессия». О том, что некоторые современники Иоанна Крестителя воспринимали его как Мессию, свидетельствуют и Евангелия (Ин. 1:19—20).
Кроме того, по свидетельствам христианского агиографического сочинения 1-й трети III века «Климентин», или «Беседы», (2:23), иудейская секта гемеробаптистов — товлей шахарит (букв. с иврита — «окунающиеся на заре»). считали своим основателем Иоанна Крестителя.

### Влияние Иоанна на Иисуса
Исследователи, не признающие божественность Иисуса Христа, пытаются понять, какую роль сыграл Иоанн в формировании модели поведения Иисуса в начале его проповеднической деятельности.

…несмотря на свою оригинальность, Иисус был подражателем Иоанна, по крайней мере, в течение нескольких недель. Крещение получило благодаря Иоанну большую важность; Иисус счёл себя обязанным поступать подобно ему: он крестился, и крестились также его ученики. Превосходство Иоанна было слишком бесспорно, для того чтобы Иисус, ещё не пользовавшийся известностью, мог бы подумать вести с ним борьбу. Он просто хотел окрепнуть в его тени и считал необходимым, для того чтобы привлечь к себе толпу, употреблять те же самые внешние средства, которые доставили Иоанну такой удивительный успех. Когда после заключения Иоанна в темницу Иисус снова начал проповедовать, то первые слова, которые обычно ему приписывают, были повторением одной из обычных фраз Крестителя (Мф. 3:2; 4:17).
— Эрнест Ренан
Иисус подражает Крестителю, по мнению И. Иеремиаса, и «своей манерой держать себя… Как и Креститель, он — в отличие от книжников того времени — проповедует под открытым небом; подобно Крестителю, даёт своим ученикам молитву, которая должна выделить и сплотить учеников (Лк. 11:1-4)». При этом даже первых учеников своих Иисус получил от Иоанна (апостол Андрей и ещё один, не названный по имени (Ин. 1:35-39)). Также Ирод, казнивший Иоанна, узнав об Иисусе, сказал: «это Иоанн Креститель; он воскрес из мёртвых, и потому чудеса делаются им» (Мф. 14:2).
Другая характерная черта быта первых христиан также, по мнению Д. Флюссера, была введена Иисусом вслед за Иоанном: Иосиф Флавий повествует, что ессеи, отправлявшиеся в другие общины ессеев, не брали с собой ничего, так как во всех таких общинах имелись общие склады с продуктами, одеждой и прочим, и посланцы получали всё необходимое. А Иисус также советует ученикам, которых он посылает распространять учение о Царстве Небесном, не брать с собой ничего.

### Противоречия в образе Иоанна
Отмечая, что Иоанн оказал несомненное влияние на Иисуса, исследователи предпринимают попытки восстановить его истинное значение для современников и понять, как именно его образ мог быть скорректирован христианами: что было упущено, добавлено или иначе акцентировано. Подобные попытки анализа, в связи с тем, что ставят под сомнение «подлинность и невредимость Евангелий», подчас вызывают неодобрительную реакцию верующих. С их точки зрения, информация в Евангелиях совершенно достоверно описывает отношения между Иисусом Христом и Иоанном Крестителем, а противоречия между текстами четырёх евангелистов значения не имеют.
Учёные, в числе прочих, протестантские богословы и знатоки иудаики, всё же отмечают некоторые несоответствия и выдвигают объясняющие их версии.
Например, согласно Евангелиям Иоанн и Иисус состоят в родстве, так как их матери Мария и Елисавета приходятся друг другу родственницами. Но этот мотив большинством исследователей считается поздним добавлением с целью большего искусственного сближения обеих фигур, тем более, что в сцене Крещения евангелистами описана встреча двух незнакомых доселе людей, а не кузенов. (Ср. например средневековая концепция Святой родни, по которой кузенами Иисуса оказываются ещё 5 апостолов — такая тенденция объясняется стремлением народного сознания породнить полюбившихся персонажей).
Учёные также указывают, что при других обстоятельствах Иоанн вполне мог не попасть в Новый Завет и не стать значимым святым христианства. Например, по выражению профессора Д. Флюссера, он «был одной из удивительных личностей среди евреев периода Второго Храма: еврей-проповедник и аскет, которому внимали толпы народа, стекавшиеся к нему в пустыню, который „превратился в христианского святого только потому, что одним из тех, кто пришёл к нему, слушал его и делал, как он учил, был Иисус из Нацерета“. Новая религия начинается с появления Иоанна Крестителя, так как Иисус видел в нём своего предшественника, и христианство даже наследовало ему в использовании самой важной ритуальной церемонии — погружения в воду».
Польский писатель Зенон Косидовский даже пишет так:
Вся история его подчинения новому мессии носит, по всей видимости, характер мифа, который ретроспективно объясняет и санкционирует наличие в христианстве обряда крещения.
Противоречия в Евангелиях заметны, в частности, в вопросе распространения обряда Крещения. Согласно синоптикам контакт между Иисусом и Крестителем ограничился только одним эпизодом Крещения. В изложении Евангелия от Иоанна дело обстоит иначе (Ин. 1:26-31). Там говорится об Иисусе как о человеке, не известном многочисленным последователям Крестителя, и «далее сообщается, что Иисус сам совершал крещение наряду с Крестителем (Ин. 3:22 — 4:3)… ставя себя, таким образом, на одну ступень с ним, так что они, по-видимому, могли восприниматься как соперники (Ин. 3:26)… после Пасхи первохристианская община начала крестить, — это легче поддаётся объяснению, если уже и сам Иисус практиковал крещение. Правда, в какой-то момент он, должно быть, перестал крестить… Как бы то ни было, проповедническую деятельность Иисуса и Крестителя никоим образом нельзя представить как короткую. Легко понять, почему синоптики сократили период их взаимоотношений, ограничив его эпизодом Крещения. Традиция по возможности избегала всего, в чём можно было усмотреть уравнивание или даже подчинение Иисуса Крестителю», — пишет протестантский библеист и доктор богословия И. Иеремиас.
Учитель церкви преподобный Ефрем Сирин при этом указывает, что Иисус пришёл к Иоанну, чтобы «крещением Своим положить конец крещению Иоанна, так как Он снова крестил тех, кто были крещены Иоанном. Этим показал и сделал ясным, что Иоанн только до Его прихода совершал крещение, ибо истинное крещение открыто Господом нашим, Который сделал его свободным от наказаний закона [то есть принимающих крещение освободил от наказаний закона]».
Другое противоречие касается признания Иоанном Христа Мессией. Согласно наиболее древнему из канонических евангельских текстов — Евангелию от Матфея (Мф, 11:3) — сомневающийся Иоанн прислал из темницы двух учеников с запросом: «Ты ли Тот?», тогда как эпизод Крещения рассказывает, что во время него об этом Иоанну уже ясно было дано понять. Существуют мнения, что эпизод с запросом был исключён из Евангелия от Иоанна, чтобы спасти репутацию Крестителя, не решавшегося признать Иисуса избранником Божиим. Также, поскольку существует проблема историчности Иисуса Христа, то попытки построить наиболее правдоподобную теорию о его взаимоотношениях с Иоанном Крестителем (историчность которого не отрицается), в любом случае, на данный момент остаются только недоказуемыми теориями.
Заслуживают внимания указания еврейских авторов, анализирующих историю Иоанна согласно законам Торы и находящих там следующие противоречия: члены семьи иудейского коэна не могли носить имена Елизавета и Иоанн; Захария не мог служить в храме, страдая немотой; а также на некоторые другие несообразности, причинами которых, впрочем, может быть устное искажение истории.

## Церковное почитание
Важное положение Иоанна в христианстве целиком основывается на том уважении, которое неоднократно высказывал ему Иисус, указывая на него как на своего предтечу. Христос говорит о нём, что до Иоанна не было более великого духом из земных людей (но при этом он всё-таки меньше тех, кто пойдёт вслед за Сыном Человеческим); с другой стороны, Иисус подчёркивает, что всё, о чём проповедовал Иоанн, уже сказано в Пророках и Законе:

Истинно говорю вам: из рождённых жёнами не восставал больший Иоанна Крестителя; но меньший в Царстве Небесном больше его. От дней же Иоанна Крестителя доныне Царство Небесное силою берётся, и употребляющие усилие восхищают его; Ибо все Пророки и Закон прорекли до Иоанна
— Мф. 11:11-13
Таким образом, Иоанн стоит на рубеже Ветхого и Нового Заветов, и этим в соответствии с христианским пониманием определяется его величие и одновременно ограниченность этого величия.
Иоанн Креститель (после Богородицы) стал следующим самым чтимым святым христианства.
Православное представление об Иоанне как о важнейшем молитвеннике за всех христиан наиболее ярко может быть проиллюстрировано тем, что во время интерцессии (ходатайственной молитвы, следующей за освящением Даров на литургии) его имя поминается сразу за именем Богородицы:
Изрядно о Пресвятей, Пречистей, Преблагословенней, Славней Владычице нашей Богородице и Приснодеве Марии, о святем Иоанне Пророце, Предтечи и Крестители, о святых славных и всехвальных апостолех, о святем (имя рек), егоже и память совершаем, и о всех святых Твоих, ихже молитвами посети нас, Боже" (из литургии Иоанна Златоуста).
По выражению одной церковной молитвы, пророк Иоанн был «светлой утренней звездой, которая своим блеском превосходила сияние всех других звёзд и предвещала утро благодатного дня, освещаемого духовным Солнцем Христом».
Богослужебные тексты для различных праздников, посвящённых Иоанну Предтече, написали такие известные гимнографы как святитель Андрей Критский, преподобный Иоанн Дамаскин и Кассия Константинопольская. Андрей Критский в «Каноне на рождество Иоанна Предтечи» даёт Иоанну следующие эпитеты: пророков предел, начало апостолов, земной ангел, небесный человек, глас слова.
В православной традиции Иоанн Креститель играет более важную роль, чем в католической: только ему она даёт предельную близость к Иисусу — наравне с Богородицей (см. Деисус). Католическая традиция воспринимает Иоанна как пророка, правдивого свидетеля пришествия Христа и неустрашимого обличителя, православие же подчёркивает в нём вдобавок черты идеального аскета, пустынника и постника, а также эзотерику «ангельского чина» (см. ниже). На Западе к этим чертам проявляли наибольшее внимание лишь представители монашеского ордена кармелитов, которые также воспринимали Иоанна как соединительное звено между ветхозаветной аскезой Илии и христианским созерцательным монашеством.

### Праздники
| Дата                                     | Название                                        | Комментарий                                                |
| ---------------------------------------- | ----------------------------------------------- | ---------------------------------------------------------- |
| Православная церковь                     |                                                 |                                                            |
| Каждый будничный вторник                 |                                                 |                                                            |
| 23 сентября (6 октября)                  | Зачатие Иоанна Предтечи                         |                                                            |
| 24 июня (7 июля)                         | Рождество Иоанна Предтечи                       | входит в число великих праздников                          |
| 29 августа (11 сентября)                 | Усекновение главы Иоанна Предтечи               | входит в число великих праздников, установлен строгий пост |
| 7 (20) января                            | Собор Иоанна Крестителя                         | связан с праздником Крещения                               |
| 24 февраля (8 марта) в високосном году   | первое и второе Обретение главы Иоанна Предтечи |                                                            |
| 24 февраля (9 марта) в невисокосном году | первое и второе Обретение главы Иоанна Предтечи |                                                            |
| 25 мая (7 июня)                          | третье Обретение главы Иоанна Предтечи          |                                                            |
| 12 (25) октября                          | Перенесение Десницы Иоанна Предтечи             | связан с переносом его правой руки с Мальты в Гатчину      |
| Католическая церковь                     |                                                 |                                                            |
| 24 июня                                  | Рождество Иоанна Предтечи                       |                                                            |
| 29 августа                               | Усекновение главы Иоанна Предтечи               |                                                            |

#### Рождество Иоанна Крестителя
На основе евангельского свидетельства о 6-месячной разнице в возрасте между Иоанном и Христом церковный праздник рождества Иоанна оказался близок к летнему солнцестоянию (а Рождество Христово — к зимнему). Таким образом, под знаком Христа солнце начинает возрастать, а под знаком Иоанна — умаляться (согласно словам самого Иоанна «ему должно расти, а мне умаляться» — лат. Illum oportet crescere, me autem minui). Церковные интерпретаторы, например Иаков Ворагинский, использовали эту солярную символику как служебный инструмент для передачи теологической доктрины, в то время как в фольклоре языческие аналогии оказались глубже (см. ниже).

#### Святой покровитель (Патрон)
Иоанн Креститель считается святым покровителем (патроном) следующих мест и общин, в частности:
- Флоренция, Генуя, Иордан, Порту (Португалия) — праздник Festa de São João, г. Зейтун (о. Мальта), Цедерхаус, Арганда-дель-Рей, Альзергрунд, Штайнфельд (Ольденбург)
- Французская Канада, включая национальный праздник Квебека — Fête nationale du Québec, Ньюфаундленд — праздник  Discovery Day, Пуэрто-Рико и его столица Сан-Хуан
- Мальтийский орден

Многие из указанных выше городов поместили изображение Иоанна Крестителя на своих гербах.

### В исламе
Мусульмане почитают Иоанна пророком (наби) под именем Яхья (Йахйа). Согласно Корану, он родился у пророка Закарии от Элисы по мольбе к Аллаху, когда им было около 100 лет. После благой вести о рождении «мальчика, имя которого Яхья» ангел Джибриль (Гавриил) дал Закарийе знаменье: «чтобы не говорить с людьми три ночи [и дня], не будучи лишённым дара речи». Спустя два года после рождения Яхьи Аллах благословил его: «О Яхья! Крепко держись [установлении] Писания, — и Мы даровали ему мудрость в младенческом возрасте, а также сострадание [к людям] от Нас и чистоту, и был он благочестивым, почтительным к родителям и не был ни гордецом, ни ослушником. Благополучие ему [от Аллаха] и в день, когда он родился, и в день смерти, и в [Судный] день, когда будет воскрешён к жизни». В суре Аль Имран ангел Джибриль говорит о будущем сыне Закарийи как о «воздержанном муже и пророке из праведников, который подтвердит истинность слова от Аллаха».
Согласно мусульманским преданиям, Яхья рос под присмотром отца, с малых лет изучал Таурат (Тору). Дни и ночи совершал служение в Иерусалимском храме либо в уединении. Вёл аскетическую жизнь и довольствовался лишь самым необходимым. Яхья был ровесником пророка Исы (Иисуса).
Когда Яхья достиг совершеннолетия, Аллах сделал его Своим пророком, посланным к народу Израиля. Ему было велено проповедовать религию пророка Мусы (Моисея). Когда началась миссия пророка Исы, Яхья признал его и стал призывать народ к вере в соответствии с новой религией Исы и стал руководствоваться Инджилем (Евангелием), отменившим Таурат. Проповеди Яхьи были приняты только частью народа. Яхья отказался признать родственный брак иудейского царя Ирода, противоречивший Закону (шариату) Исы, и объявил это деяние запретным (харам). Мать невесты потребовала казни Яхьи, и Ирод приказал обезглавить его. Яхья, которому было около 35 лет, принял мученическую смерть во имя веры.

### Мандеи
Секта мандеев, по общепринятому мнению, ведущая происхождение от «учеников Иоанна», почитает его под именем Яхья. Согласно «Сидра д-Яхья» (Книге Иоанна), он был последним и самым великим из пророков. Мандеи соглашаются, что он окрестил Иешу, но Иешу они не признают Спасителем и истинным мессией почитают Иоанна. По тексту священной книги «Гинза Рба» (Великое Сокровище), Иоанн умер от руки ангела. Ангел явился ему в образе трёхлетнего ребёнка, пришедшего креститься. Иоанн узнал его сразу, но всё равно крестил, зная, что как только он коснётся его руки, то умрёт. Это и случилось. Позже ангел похоронил Иоанна.

### Гностики
Для гностицизма Иоанн Креститель был перевоплощением пророка Илии (см. Мф. 17:12). Поскольку Илия был ветхозаветным персонажем, он не мог знать Истинного Бога (Бога Нового Завета). Таким образом, в гностическом богословии он получил возможность перевоплотиться. Это прямо соответствовало предсказанию Малахии о том, что Илия пройдёт перед наступлением дня Господня (Мал. 4:5—6).

## Фольклорное восприятие
Согласно народным верованиям, Иоанн Креститель исцеляет от болезней головы; в заговорах и молитвах к нему обращаются с просьбой об избавлении от нечистой силы, порчи, лихорадки, кровотечения, золотухи, родимчика у детей, гнева начальства, болезней скота.
Народная фантазия создала огромное количество легенд об Иоанне Крестителе:
- В этиологических легендах Иоанн Креститель выступает как мифический родоначальник, первый человек, которому дьявол повредил ногу, и с тех пор у людей спереди на ноге выемка (сербское поверье).
- Первоначально Иоанн Креститель был весь в шерсти, как овца, и только после крещения шерсть с него свалилась. Приходящих к нему на крещение он сначала бил железным костылём, чтобы «грехи отскочили», а потом крестил; Иоанн Креститель был праведником и аскетом: не ругался, не ел хлеба, не пил вина (орловское поверье).
- Согласно эсхатологическим легендам, Иоанн Креститель первым из святых сойдёт на землю перед концом света и будет убит; после его смерти явится Христос и наступит Страшный суд (нижегородское поверье).

### «Иван бражник» — Собор Иоанна Крестителя
7 (20) января в народном календаре называлось «Иваном бражником» или «Зимним свадебником». С этого дня в семьях, где планировались свадьбы, начинали варить пиво (брагу).

### «Иван Купала» — день Рождества
Для фольклорной традиции Иоанн Креститель и, что важнее, праздник его рождества, приобретя солярные черты, слились с языческой мифологией и обрядностью солнцеворота в празднике «Иван Купала». После принятия христианства у восточных и западных славян ко дню рождества Иоанна Предтечи был приурочен целый комплекс языческих обрядов, связанных с летним солнцестоянием. Само название праздника — Иван Купала — связано с тем, что Иоанн Креститель «купал» Иисуса Христа, когда крестил его. Таким образом, название «Иван Купала» является всего лишь славянским народным вариантом имени «Иоанн Креститель».
Ряд наименований и эпитетов Иоанна Крестителя связан с купальскими обрядами: рус. Травник, серб. Бильобер, Метлар — со сбором трав; серб. Свитньак — с возжиганием огней; серб. Наруквичар — с обычаем обматывать руки красной пряжей и носить её до Петрова дня, чтобы руки не болели. В сербском фольклоре Иоанн получает эпитет «Игритель» — поскольку в день его рождества, по народным представлениям, солнце останавливалось трижды — играло.

### Обретенье
Весеннее обретение главы народ переиначил в обретение птицами гнёзд: «На Обретенье — птичье потенье, гнёзд обретенье», «В день Обретения птица завивает гнездо, а перелётная летит из Вырия (тёплых мест)», а также связывает с приближением весны: «Обретения, поворот погоды на весну».

### «Иван Головосек» — день Усекновения
День усекновения главы Иоанна Предтечи (29 августа [11 сентября]), один из великих праздников в Православии, крестьяне считали началом осени: «С Иван-поста мужик осень встречает, баба своё бабье лето начинает». Он требует соблюдения строгого поста и отказа от работы ради здоровья людей и скота. В этот день остерегались ходить в лес, так как считали, что тогда змеи уходят на зиму в свои норы, под землю. Болгары верили, что вместе со змеями уходят из водоёмов, полей и лесов самовилы, самодивы и другие злые духи.
Усекновение признаётся одним из самых опасных праздников: ребёнок, родившийся в этот день, будет несчастным, а полученная в этот день рана не заживёт (южнославянское поверье). В тот день недели, на который оно пришлось, целый год не начинали никаких важных дел (пахоты, сева, не отправлялись в путь, не устраивали свадьбы). Македонцы не кроили в такой день одежду, боснийцы не начинали снование, боясь что всё сшитое, вытканное или скроенное «посечётся». Сербские женщины на Усекновение не расчёсывали волос, чтобы волосы «не секлись».
Обрядность праздника Усекновения во многом связана с запретами на всё, что напоминает голову, кровь, блюдо, меч, отрубание:
Но вот наступил День Усекновения главы Святого Иоанна Предтечи. Новоназначенный священник открывает первую попавшуюся поминальную книжечку и обнаруживает там не рублёвку, а десятку. Сначала он решил, что кто-нибудь это положил по ошибке. Однако и в другом поминании, и в третьем — всюду десятки. Его недоумение рассеял отец настоятель. Он объяснил, что это — местный обычай. Основывается он на том, что на десятке в отличие от меньших купюр отдельно напечатана голова Ленина. И по этой причине считается обязательным передавать в День Усекновения главы Иоанна Предтечи в Алтарь именно десятки…
- По народному поверью, в день Усекновения главы нельзя ставить на стол ничего круглого, то есть ни блюд, ни тарелок, так как голова Иоанна Предтечи была принесена в блюде.
- Также считалось, что в этот день нельзя употреблять в пищу круглые фрукты и овощи (яблоки, картофель, арбузы, лук, репу)[8][75].
- Кроме того, запрещалось брать в руки нож, серп, косу, топор. Овощи нельзя было резать, хлеб надо было ломать. Так, например, по белорусскому поверью, в течение года отсечённая голова Иоанна Крестителя почти прирастает к своему месту, но лишь только люди в день Ивана Головореза станут резать хлеб, голова снова отпадает[8].
- У южных славян строго соблюдался запрет на красные плоды и напитки (ибо «это кровь святого Иоанна»), не ели чёрного винограда, помидоров, красного перца[73]. Белорусы Витебщины боялись варить ботвинью, веря, что если она будет красного цвета («как кровь»), то в течение года в доме прольётся чья-нибудь кровь.
- На Руси был запрет в этот день петь песни и плясать, мотивируемый тем, что «Иродова дочь плясанием и песнями выпросила отрубить голову Иоанна Крестителя».

Впрочем, большинство перечисленных выше запретов не основаны на церковной традиции как таковой, которая в то же время предписывает в этот день строгий пост (не вкушаются мясо, рыба, молочная пища). Венчание в этот день не совершается. Церковная традиция предписывает в этот день воздерживаться от шумных увеселений.

## Иконография

### Иконописный канон
В иконописных подлинниках Иоанна характеризуют следующим образом:
| «Типом еврей, средних лет (то есть 32-х), телом и лицом очень худ, цвет тела бледносмугловатый, борода чёрная, менее чем средней величины, разделённая на пряди или космочки, волосы черны, густы, кудрявы, также разделённые на пряди; одежда сваляна из грубой верблюжьей шерсти, вроде мешка, при этом святой подпоясан кожаным поясом». |

Поверх (или взамен) одежды из верблюжьей шерсти может быть одет в тканый хитон и гиматий.
В руки Иоанна традиционно помещается свиток («хартия») с одним из следующих вариантов надписи:
- «Покайтеся приближибося царстие небесное»
- «Азъ глас вопиющаго в пустыни: уготовайте путь Господень»
- «Се агнец Божий вземляй грехи мира. Сей есть о Немъ же азъ рехъ: по мне грядетъ Мужъ, иже предо мною бысть, яко первее мене бе».

Детали изображения Иоанна Предтечи несут различный символический смысл:
- Свиток в руках говорит о начале проповеди.
- Отсечённая голова (вторая из присутствующих на картине) — говорит о мученической кончине, а кроме того является образным выражением Божественного дара предвидения[79].
- Чаша, в которой лежит голова, — параллель жертвенной чаши Евхаристии: Иоанн предшествовал Христу и рождением, и смертью.
  - Может быть заменена другой чашей, в которой изображён Агнец, в более поздних иконах Младенец (Богомладенец Христос) — намёк на его пророческие слова о миссии Иисуса, символическое изображение Христа (Мф. 11:10—11; Лк. 7:27—28).
- Древо и топор как аллегория его проповеди: «Покайтеся, приближается царствие небесное, уже бо секира при корне дерева лежит: всяко убо древо не творящее плода добра пресекается» (Лк. 7:24—28). Эти слова перекликаются с проповедью Христа.
- Горки, на фоне которых изображён Иоанн, не только конкретизируют место аскезы, но являются символом возвышенного ума и духовного очищения — мира горнего.

### Атрибутика в западноевропейской живописи
В западной живописи Иоанн легко узнаётся по следующим атрибутам: длинные волосы и борода, одежда из шерсти, книга, длинный тонкий крест из тростника, чаша для крещения, медовые соты, агнец, посох. Обращённый к небу указательный палец его правой руки — ещё один мотив в иконографии этого святого, пришедшего в мир, чтобы проповедовать покаяние, которое «расчистит путь» грядущему явлению Мессии. Типичный пример подобного жеста можно найти на картине Леонардо да Винчи.
Начиная с эпохи Возрождения Иоанн Креститель зачастую изображается уже не зрелым бородатым мужчиной (согласно Евангелиям), а прекрасным юношей, что имеет исток в традиционной любви этого периода к андрогинности и гомоэротизму.

### Житийные сюжеты
- Зачатие Иоанна Предтечи (целование Захарии и Елизаветы). Редкий сюжет, практически аналогичный Зачатию Богородицы («Целованию Иоакима и Анны»).
- Рождество Иоанна Предтечи. Иконография основана на типе Рождества Христова. Сюжет приобрёл большую популярность в нидерландской живописи, поскольку, в отличие от рождения Иисуса (в яслях), позволял изображать богатые бытовые детали интерьера. Характерные детали:
  - в правой части иконы Захария на дощечке пишет имя сына, к нему возвращается дар речи, и он начинает пророчествовать о сыне как Предтече Господа. Дополнительные сюжеты, которые также могут присутствовать (редко):
  - во время избиения царём Иродом младенцев Елизавета укрывается с Иоанном в горах;
  - Захарию убивают в храме за то, что он не сказал, где укрыт Предтеча[47].
- Иоанн Креститель в пустыне — популярный в иконописи и редкий на Западе сюжет.

- Крещение Господне. Чрезвычайно распространён во всех конфессиях. Формирование иконографии началось в древнехристианский период вместе с установлением праздника Крещения во II веке. Главное лицо в сюжете Крещения — Иисус Христос, изображаемый стоящим глубоко в воде, в большинстве случаев, обнажённым (иногда с повязкой на чреслах, появившейся не ранее XII—XIII веков). Голова Христа обычно наклонена в знак смирения и покорности, правая рука — благословляющая (символ освящения Иордана и воды крещения). Предтеча представлен слева, возлагающим руку на голову Христа. Справа — ангелы, число которых строго не определено. Их задрапированные руки и покровы в руках указывают на реальную деталь ритуала крещения: они выполняют роль восприемников. Небо часто изображается в виде сегмента круга, Дух Святой — традиционно в виде голубя. Иордан изображается между двух утёсов; на дне реки иногда в иконах можно увидеть олицетворение Иордана и моря в виде человеческих фигур — редкая иконографическая деталь с античными корнями в искусстве христианского Востока (например изображения в равеннских баптистериях православных и арианском).
- Проповедь Иоанна толпе. Достаточно редкий в западноевропейской живописи сюжет, пользовавшийся любовью художников-пейзажистов.
  - Проповедь Иоанна Ироду (очень редко).
- Усекновение главы Иоанна Крестителя (распространённый во всех конфессиях сюжет).
  - Саломея с головой Иоанна Крестителя — чрезвычайно популярный сюжет, позволяющий изображать «роковую женщину».
- Чесная глава святаго Иоанна Предтечи — сюжет иконописи и западноевропейской церковной скульптуры, архитектурного декора.
- Обретение главы Иоанна Крестителя — встречается в иконописи.
- Сошествие во ад: проповедь Иоанна в аду и Иоанн в числе других душ, выведенных Иисусом.

### Внежитийные образы
Общим и для католической, и для православной традиции является канон изображения Иоанна предстоящим Иисусу вместе с Богоматерью в молении за души:
- Страшный Суд: Иоанн вместе с Богоматерью по сторонам Христа в небесах
- Деисис: Иоанн вместе с Богоматерью предстоят Иисусу

#### Европейская традиция
Кроме того, западная иконография Иоанна насчитывает большое количество самостоятельно сложившихся внесюжетных вариантов.
- Вдвоём с праведной Елисаветой, своей матерью, изображается ребёнком.
- Святая родня: в числе других детей из потомства Святой Анны.
- Святое семейство: Иоанн изображён ребёнком чуть постарше Иисуса вместе с Мадонной и Иисусом; Мадонной, Иисусом, Иосифом, Анной.
  - Поклонение младенцу вместе с Богоматерью; вместе с Богоматерью, Иосифом, Елисаветой и Захарией. (Сцена «Поклонения младенцу Христу с Иоанном Крестителем» впервые появляется, вероятно, в творчестве Филиппо Липпи[82], XV век).
  - Святое семейство навещает Елисавету, Захарию и новорождённого Иоанна (редкий сюжет).
- Младенцы или же юноши Иисус и Иоанн вдвоём.
- Предстоящий Мадонне на троне (Regina Coeli, Regina Angelorum, Маэста, Sacra Conversazione).

### Основные типы изображения
| Название         | Иллюстрация                                                  | Толкование |
| ---------------- | ------------------------------------------------------------ | --- |
| Ангел Пустыни    | Икона работы Прокопия Чирина                                 | Эзотерическая составляющая образа Иоанна Крестителя, его «ангельского чина» породила тип иконографии «Иоанн Креститель Ангел Пустыни». Этот тип распространяется с XIII века в греческой, южнославянской и русской иконописи. Святой имеет широкие ангельские крылья — символ чистоты его бытия как пустынножителя. На Руси этот тип приобрёл популярность в XVI—XVII веках. Иконография основана на следующем евангельском тексте: «Слава Христа дошла до Иоанна, который послал их спросить у Христа: «Ты ли Тот, Который должен прийти, или ожидать нам другого?». По отшествии посланных, Христос обратился к народу: Что смотреть ходили вы в пустыню? Трость ли, ветром колеблемую? …Что смотреть ходили вы? Пророка ли? Да, говорю вам, и больше пророка. Сей есть, о Котором написано: „вот Я посылаю Ангела Моего пред лицем Твоим, который приготовит путь Твой пред Тобою“» (Лк. 7:17—29). Этот текст Евангелия дал основание изображать Иоанна Предтечу крылатым Ангелом пустыни либо со свитком-проповедью, либо с усекновенной головою — вестником пришествия, подвига и мученической смерти Христа. |
| Деисис           | Триптих Арбавиля, Византия, конец X века                     | Деисис (Деисус) — одна или три иконы, имеющая в центре изображение Христа (чаще всего в иконографии Пантократора), а справа и слева от него соответственно — Богоматери и Иоанна Крестителя, представленных в традиционном жесте молитвенного заступничества. Основным догматическим смыслом деисусной композиции является посредническая молитва, заступничество за род людской перед лицом грозного Небесного Царя и Судии. Иоанн Предтеча изображается в рост, в пояс или оглавый, справа (для зрителя) от Спасителя, вполоборота к нему с молитвенно протянутыми руками. С другой, левой стороны изображается Богородица. |
| Агнец Божий      | «Иоанн Креститель с агнцем», картина Тициана                 | Агнец Божий является символом Иоанна Крестителя, поскольку этот эпитет он адресовал Иисусу (см. выше). Зачастую Иоанн изображается с крестом-посохом в руках, указывающим на надпись Ecce Agnus Dei («вот Агнец Божий») или украшенным этой надписью. Рядом может быть изображён символ агнца — овечка, подчас с крестообразным нимбом. Таким образом, надпись и агнец стали общепринятыми атрибутами Иоанна. Кроме того, в надписях может встречаться другая цитата из Иоанна — Eg (o…) in Deserto («глас вопиющего в пустыне»). Одет Иоанн, изображённый аскетом, во власяницу или звериные шкуры, в руках может держать медовые соты, тростниковый крест с длинным тонким стволом. |
| Святое семейство | «Мадонна с младенцем и Иоанном Крестителем», картина Рафаэля | Распространено изображение Иоанна в виде младенца вместе с младенцем Иисусом в сценах Святого семейства. При этом Иоанн предстаёт более старшим и держит в руках тростниковый крест. Подобного сюжета нет в Новом Завете, он впервые появляется в искусстве итальянского Ренессанса. Житийное обоснование было таково: пока Святое семейство после бегства в Египет проживало на берегах Нила, троюродный брат Христа Иоанн был перенесён туда из пустыни ангелом, чтобы познакомиться с родственниками. |

### Произведения
Поскольку в иерархии христианских святых Иоанн Креститель очень значим и следует непосредственно за Богородицей, за два тысячелетия было создано огромное число изображающих его культовых произведений. Наиболее известные полотна с изображением Иоанна — поло́тна Тициана, Леонардо да Винчи, Эль Греко, «Триптих св. Иоанна» Рогира ван дер Вейдена, изображения казни Иоанна и Саломеи с его головой кисти Караваджо. Фресковые циклы из его жизни оставили Андреа дель Сарто, Гирландайо и Филиппо Липпи.
Древнейшая икона Иоанна Крестителя относится к IV веку, происходит из Синайского монастыря и в настоящий момент находится в киевском музее искусства им. Богдана и Варвары Ханенко (любопытно, что по одной из версий она изображает не Иоанна, а Илию). Иконы с изображением Иоанна Предтечи получили особенно широкое распространение на Руси в период царствования Ивана IV Грозного, небесным покровителем которого он был. Из отечественных произведений наиболее известны иконы Андрея Рублёва и Феофана Грека (из деисусных рядов), иконы «Ангела пустыни» Прокопия Чирина и «Главу Иоанна Предтечи» Гурия Никитина.
В Новое время наиболее значимы «Явление Христа народу» Александра Иванова и статуи Родена и Микеланджело. Острые споры вызвала в викторианской Англии постановочная фотография пикториалиста Оскара Густава Рейландера, изображающая отрубленную голову Иоанна (1863).

## В истории
- Чесма (линейный корабль, 1770) — линейный корабль российского императорского флота. Имел второе название «Иоанн Креститель», поскольку Чесменская победа была одержана в праздник Иоанна Крестителя.

## В литературе
Иоанн Креститель в литературе появляется редко, в основном как эпизодический персонаж истории Иисуса или же в самостоятельных произведениях, посвящённых его гибели из-за танца Саломеи, чья колоритная фигура издавна привлекала внимание литераторов.
- Йост ван ден Вондел: большая, почти в четыре тысячи строк александрийского стиха поэма «Иоанн Креститель» (1663 год).
- Стефан Малларме: поэма «Иродиада» (начата в 1864, не завершена).
- Гюстав Флобер: повесть (новелла) «Иродиада» (1877). По её вольному переложению Жюль Массне сочинил оперу «Иродиада» (1881).
- Оскар Уайльд: пьеса «Саломея» (1891).
- Толкин, являвшийся помимо всего прочего, знатоком древнеанглийской литературы, прочёл книгу «Христос» Кюневульфа, сборник англосаксонских религиозных поэм (IX век). Там он наткнулся на две поразившие его строки:

Eala Earendel engia beorhtast

ofer middangeard monnum sended
что в переводе означало: «Привет тебе, Эарендел, светлейший ангел — посланный людям в Срединные Земли». Англосаксонский словарь переводил обращение Earendel как «сияющий свет, луч». Толкин предположил, что это слово следует переводить как обращение к Иоанну Крестителю, но полагал, что изначально Earendel — название утренней звезды, то есть Венеры. Звучное имя понравилось профессору, и через некоторое время он использовал его для своего персонажа в стихах «Путешествие Эарендела Вечерней Звезды».

### Научная
- Ализаде А. А. Йахья // Исламский энциклопедический словарь. — М. : Ансар, 2007. — ISBN 978-5-98443-025-8. (CC BY-SA 3.0)
- Иоанн Креститель : [арх. 24 октября 2022] / Бусева-Давыдова И. Л. // Излучение плазмы — Исламский фронт спасения [Электронный ресурс]. — 2008. — С. 519. — (Большая российская энциклопедия : [в 35 т.] / гл. ред. Ю. С. Осипов ; 2004—2017, т. 11). — ISBN 978-5-85270-342-2.
- Вишняков С. Предтеча и Креститель Господень Иоанн. — М., 1880.
- Грибанов А. С. Наибольший из пророков. К 2000-летию со дня рождения Иоанна Крестителя. — М.: 2000. — 32 с.
- Лопухин А. П. Иоанн, в Библии // Энциклопедический словарь Брокгауза и Ефрона : в 86 т. (82 т. и 4 доп.). — СПб., 1890—1907.
- Ткаченко А. А., Э.П.Л., Артюхова Т. А., Королёв А. А., Лисовой Н. Н., Турилов А. А., Устинова Ю. В., Иванова Ю. В. Иоанн Предтеча // Православная энциклопедия. — М., 2010. — Т. XXIV : Иоанн Воин — Иоанна Богослова Откровение. — С. 528—577. — 39 000 экз. — ISBN 978-5-89572-044-8.
- Кассиан (Безобразов), еп. Христос и первое христианское поколение. — Париж, 1950.
- Михаил (Чуб), еп. Иоанн Креститель и община Кумрана // Журнал Московской патриархии. — 1958. — № 8. — С. 65—72.
- Steimann J. Saint John the Baptist and the desert tradition. — London, 1958.
- Scobie C. H. H. John the Baptist. — London, 1964.

### Житийная литература
- Слово на зачатие честного и славного пророка, предтечи и крестителя Господня Иоанна
- Синаксарь на Рождество святого Иоанна Предтечи и Крестителя Господня
- Сказание об усекновении главы святого пророка, предтечи и крестителя Господня Иоанна
- Первое и второе обретение честной главы Предтечи и Крестителя Господня Иоанна
- Собор святого Иоанна, Предтечи и Крестителя Господня
- Сказание о десной руке святого Иоанна Предтечи, крестившей Господа